# Farkas Ferenc (püspök)
Királyhegyi Farkas Ferenc (Székesfehérvár, 1786. szeptember 22. – Székesfehérvár, 1864. március 11.) teológiai doktor, vovadrai címzetes püspök, apát, székesfehérvári nagyprépost, költő.

## Élete
Egy elszegényedett nemesi családból származott. Édesapja királyhegyi Farkas István, édesanyját Rozáliának hívták. Tanulmányait szülővárosában végezte és ugyanott a papnövendékek közé lépett; 1809-ben áldozópappá szenteltetett föl. Wurum, Kopácsy és Szucsics székesfehérvári püspökök mellett titkári hivatalt viselt: egyszersmind az ottani papnevelőben 20 évig tanár volt. 1828-ban székesfehérvári kanonokká és 1838-ban nagypréposttá neveztetett ki. Az egyházi kormányzásban, a székesfehérvári püspöki szék megürültével, mint káptalani főhelyettes két izben hivataloskodott. 1850-ben a székesfehérvári iskolában két ötven pengőforintos szorgalomdíjt alapított. Ezen évben a Leopold-rend keresztjével diszíttetett föl. 1851-ben 18 000 forintos alapítványt tett, hatot a székesfehérvári főegyház, hatot az ottani papnevelőintézet, hatot az összes birodalmi katonai kórházak javára. Különösen kiemelendő ama nagyhírű alapítványa, melylyel Székesfehérvárnak egyik legnagyobb hiányát pótolá; ez az a leánynevelőintézet, melyre ő a megyeház terén álló díszes mintegy 20 ezer pengőforintnyi házát, a mellékkertekkel együtt, ajándékozta és hozzá még harmincezer pengőforintot az intézet tökéletes berendezésére a városnak kézbesített. 1859-ben a székesfehérvári betegek házának ötszáz pengőforintot ajándékozott. 1851-ben királyhegyi előnévvel az osztrák birodalom lovagjává kineveztetett. 1859-ben tartá aranymiséjét.

## Munkái
- Méltgs Szalatnyai Fischer István báró urnak, szatmári első érdemes püspöknek örvendetes neve napjára mély tiszteletének jelenségéül. Pest, 1806. (Költemény.)
- Dicsőségesen uralkodó Ferencz császárnak Magyarország apostoli királyának midőn Szent György havának 6. 1807. az országgyűlésre Budára érkeznék a pesti tanuló ifjuság nevében. Pest. (Költemény.)
- Assertiones ex universa theologia, quas in regia scient. universitate Pestiensi publice propugnandas suscepit anno 1811. Pest.
- Hála dall a főtiszt nagys. fő nemes, érdemes úri vendégekhez a székesfehérvári nevendék papság farsangi mulatság alkalmatosságával. Sz.-Fejérvár, 1812. (Névtelenül.)
- Honnyi öröm a Fels. császári s királyi austriai főherczegnek Ferencznek Székesfehérvárrra történt jövetelén Szent Mihály havának 14. 1820. Sz.-Fejérvár. (Névtelenűl.)
- Nméltgú Cziráki és Dienesfalvi Cziráky Antal ur ő kegyelmességének Fejér vármegye fő ispányi székébe 1827 eszt. Szent Mihály hava 26. történt fényes beiktatására. Hely n. (Költ.)
- Egyházi beszéd a keresztény hazafiúságról, melyet Szent Istvánnak a magyar nemzet első nagy és apostoli királyának ünnepén a székesfehérvári püspöki templomban. Székesfehérvár, 1832.
- Gyász beszéd, Első Ferencz austriai császár és apostoli magyar király… elhunytán. Székesfehérvár, 1835. (Ism. Guzmics Izidor, Egyházi Tár VIII.)
- Szabad s kir. Székes-Fejérvár városában, a nő nevelő intézet megnyitása ünnepén mondott beszéd. Mind szent havának 4. 1842. Székesfehérvár.
- Hála-érzetek, melyeket méltgs Vásonkeői gróf Zichy családnak az 1843. évi september 5. tűzvész károsultak iránti nagylelkűségeért szab. s kir. Székesfejérvár számos tagokból álló küldöttségével nyilvánított (Nagy-Lángon, máj. 28. 1844.) Székes-Fejérvár.
- A világ egyháza. Székes-Fejérvár, 1850.
- Sermo ad ill. ac rev. dnum Emericum Farkas episcopum Alba Regalensem… sub solemni in cathedram episcopalem inauguratione die 5. nov. 1851. Székes-Fejérvár.
- Szellemi világ. Pest, 1857.
- Anyagi világ. Székesfehérvár, 1858.
- Főmagasságu és ft. Nagykéri Scitovszky Ker. János urnak, Magyarország herceg primásának… aranymiséje emlékeül mint aranymisés öregségem társának legbensőbb tisztelete jeléűl. Székesfehérvár, 1859. (Költemény.)